# Kullarna-Häxtjärn
Kullarna-Häxtjärn är ett naturreservat i Ånge kommun i Västernorrlands län.
Området är naturskyddat sedan 2014 och är 391 hektar stort. Reservatet ligger på Häxtjärnberget och dess norra och västra sluttningar och på Svartjärnberget östra sluttning. Reservatet består av brandpräglad äldre tallskog med gran på lägre nivåer längre ner. Ett flertal små tjärnar och vattenfyllda fördjupningar finns också i reservatet.